# Villa Lauro Lancellotti

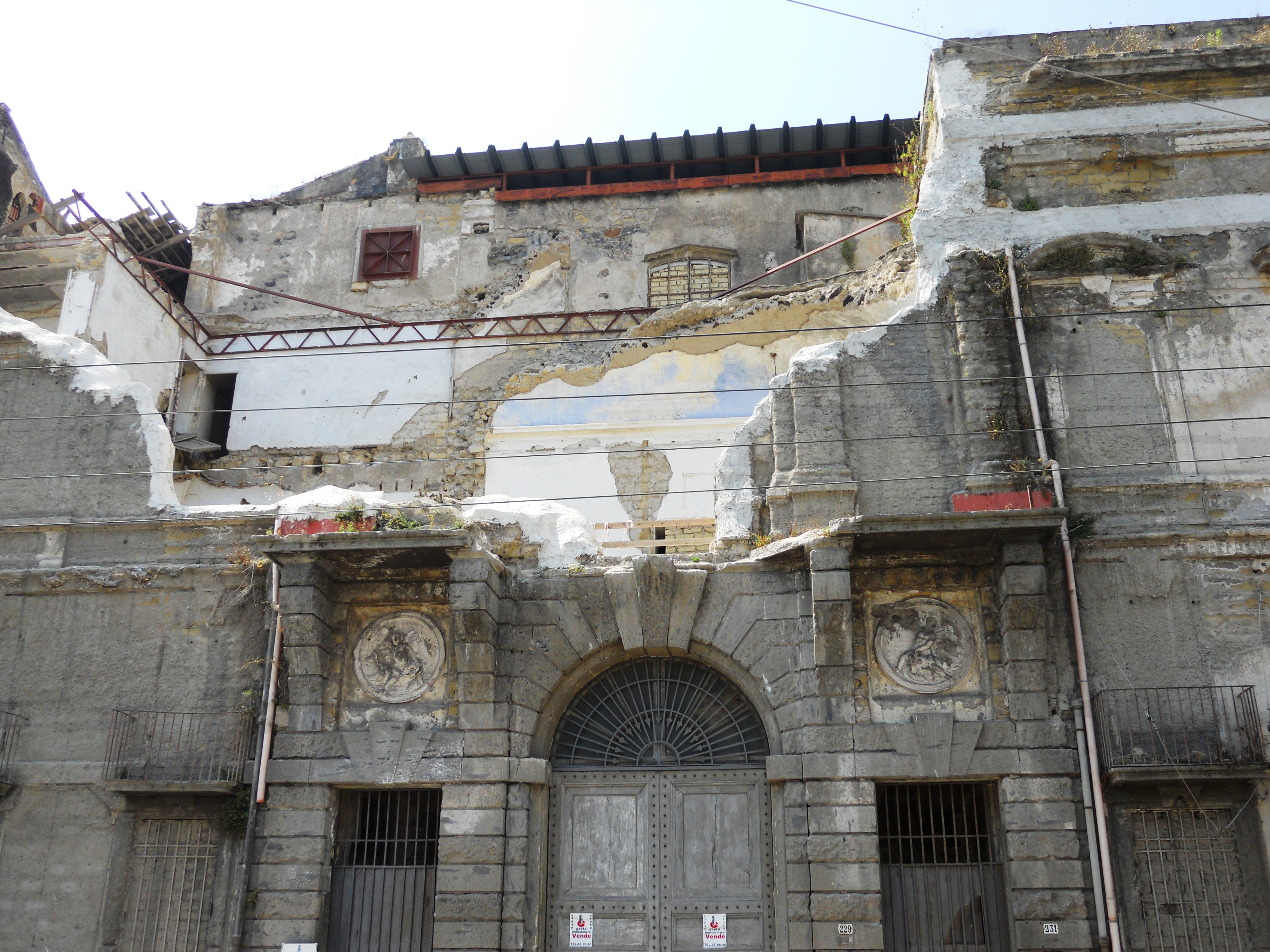
Villa Lauro Lancellotti in Portici nach dem Einsturz am 17. März 2011

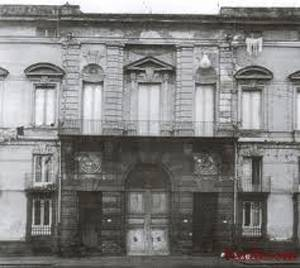
Die Originalfassade der Villa Lauro Lancellotti

Die Villa Lauro Lancellotti ist ein Landhaus aus den 1770er-Jahren in Portici in der italienischen Region Kampanien. Es liegt im Gebiet der Miglio d’oro, am Corso Giuseppe Garibaldi, 229.

## Geschichte
Das Landhaus wurde 1776 im Auftrag des Prinzen Scipione Lancellotti errichtet, der, ausschließlich nach dem Angaben von Nicola Nocerino aus dem Jahr 1787, mit dem Projekt Pompeo Schiantarelli, einen römischen Architekten aus der Schule Fugas, betraute. Nach dem Tod des letzten Nachkommen der Adelsfamilie wurde das Landhaus in verschiedene Wohnungen aufgeteilt und später aufgegeben. Die fehlenden Restaurierungs- und Erhaltungsarbeiten verursachten über die Jahre Probleme mit der öffentlichen Sicherheit.
Am 17. März 2011, genau während den Feiern zum 150. Jahrestag der Einigung Italiens, stürzten der Mittelteil der Fassade aus dem 18. Jahrhundert und ein Teil des verzierten Gewölbes ein. Der Grund hierfür muss noch bestätigt werden, aber es scheint, dass die unaufhörlichen Regenfälle Tage vor der Veranstaltung dazu beigetragen haben, die Stabilität des Gebäudes zu zerstören.
2022 begann man schließlich mit den Restaurierungsarbeiten, die die Villa wieder in den Originalzustand versetzen sollen. Die Privatleute, die das Anwesen gekauft haben, wollen es als Luxusherberge nutzen.

## Beschreibung
Die Villa liegt am Corso Giuseppe Garibaldi und hat zwei Stockwerke (Erdgeschoss und Zwischengeschoss). Die Fassade ist dreigeteilt; der Mittelteil zeichnet sich durch raues Bossenwerk aus. Im Erdgeschoss gibt es drei Türen; die größte hat einen Rundbogen, während die beiden Seitentüren so hoch sind wie der Vorsprung des erwähnten Rundbogens; über den Seitentüren gibt es zwei behauene Medaillons, die auf den Platten der Eingänge ruhen. Über dem Eingang befinden sich vier Konsolen mit Bossenwerk, die den Mittelbalkon stützen. Das Zwischengeschoss zeigt sich mit einem Schema, das dem des Erdgeschosses entspricht; die mittlere Öffnung mit einer Sopraporte aus Stuck und einem dreieckigen Tympanon, wie im Erdgeschoss, ist die größte in diesem Stockwerk und die beiden seitlichen sind konkav mit Platten.
Die Rückfassade zeigt zum Garten; ihre Verzierungen sind besser ausgearbeitet als die der Hauptfassade und beziehen sich auf die Stilelemente Fugas. In der Mitte der Terrasse im Zwischengeschoss gibt es ein ionisches Pavillon mit dreieckigen Tympana; an den Seiten sind zwei Treppenrampen angebracht, die das Zwischengeschoss mit dem Garten verbinden, der sich bis zum Meer erstreckt. Am Ende dieses Gartens liegt ein Pavillon, das als Zugang zum Strand fungiert.
Das obere Geschoss der Villa zeigt einen Salon, der mit acht kleinen Szenen chinesischen Lebens dekoriert ist; er wurde Ende des 18. Jahrhunderts von einem Künstler geschaffen, der noch nicht mit Sicherheit identifiziert ist.